# Gloria Sánchez Hernández
Gloria Sánchez Hernández (Xalapa-Enríquez, Veracruz; 12 de mayo de 1946) es una política mexicana, miembro del partido Morena. Ha sido diputada federal y senadora por el estado de Veracruz.

## Biografía
Gloria Sánchez Hernández es profesora egreada de la Escuela Normal Veracruzana y licenciada en Lengua Inglesa en la Universidad Veracruzana. En la Escuela Normal se ha desempeñado como bibliotecaria, jefa del departamento de Extensión Social, subdirectora administrativa y secretaria. Así como dirigente de su sindicato.
Militante de partidos de izquierda desde su juventud, inició su militancia en el entonces Partido Mexicano de los Trabajadores, del que fue coordinadora estatal, y en las elecciones de 1986 candidata a gobernadora de Veracruz. En dicha elección obtuvo 7 360 votos, quedando en penúltimo lugar y en las que resultó triunfador el candidato del PRI, Fernando Gutiérrez Barrios.
Al fusionarse el PMT con otras organizaciones y formar el Partido Mexicano Socialista pasó a militar en dicho partido y en 1988 fue postulada candidata a Senadora. Tras las elecciones de 1988 se integró junto al PMS en el Partido de la Revolución Democrática, partido del que fue consejera estatal y nacional. Electa diputada federal por la vía plurinominal a la LVI Legislatura de 1994 a 1997 por el PRD. 
En 2013 dejó el PRD y pasó a militar en Morena, partido del que fue su primera dirigente estatal, de 2013 a 2015. En 2018 fue elegida senadora suplente en la primera fórmula por Veracruz, siendo senadora propietaria Rocío Nahle García.
El 27 de noviembre de 2018 Rocío Nahle solicitó y recibió licencia como senadora para asumir el 1 de diciembre el cargo de titular de la Secretaría de Energía en el gobierno del presidente Andrés Manuel López Obrador. En consecuencia, el 29 de noviembre Gloria Sánchez Hernández asumió la titularidad de la senaduría.